# كولن سنكلير (سياسي)
كولن سنكلير (بالإنجليزية: Colin Sinclair)‏ هو سياسي أسترالي، ولد في 24 ديسمبر 1876 في إينفيريل في أستراليا، وتوفي في 17 مارس 1956 في سيدني في أستراليا. حزبياً، نشط في Progressive Party (1920) ‏. وقد انتخب عضو الجمعية التشريعية نيو ساوث ويلز.